# West Africa Squadron
En 1808, après que le parlement britannique eut adopté le Slave Trade Act of 1807 (loi d'abolition de l'esclavage), la Royal Navy créa à grands frais le West Africa Squadron (« Escadre de l'Afrique de l'Ouest »). Sa fonction était de lutter contre la traite atlantique en patrouillant au large des côtes d'Afrique de l'Ouest. Sa base se situait à Portsmouth. Elle commença avec deux petits navires, la frégate de cinquième rang de 32 canons HMS Solebay et le brick brig-sloop HMS Derwent. Au plus fort de son activité, l'escadre comprenait un sixième de la flotte de la Royal Navy et la même proportion de Royal Marines.
Entre 1808 et 1860, le West Africa Squadron captura 1 600 bateaux négriers et libéra 150 000 Africains.

## Histoire
Le 25 mars 1807, la Grande-Bretagne abolissait l'esclavage, interdisant aux sujets Britanniques de faire commerce d'esclaves, d'affréter, financer et aménager des bateaux négriers. La loi comprenait aussi une clause qui disait que les bateaux sans esclaves à bord, s'ils étaient équipés pour le transport d'esclaves, seraient néanmoins condamnés. Afin de faire respecter ces dispositions, l'Amirauté dépêcha en 1808 deux vaisseaux sur les côtes africaines. La petite force britannique, du fait des guerres napoléoniennes, était autorisée à stopper tout navire battant pavillon d'un pays ennemi, ce qui simplifiait grandement ses activités. Cependant, le Portugal, qui était l'un des plus grands trafiquants d'esclaves, était l'allié de la Grande-Bretagne. En 1810, à la suite de tractations diplomatiques, une convention fut signée, qui permettait aux vaisseaux britanniques de contrôler les Portugais, ce qui signifiait que ces derniers ne pouvaient pratiquer le commerce d'esclaves que depuis leurs propres possessions. À la fin des guerres napoléoniennes, Robert Stewart avait rédigé une déclaration contre l'esclavage qui apparaissait dans le texte adopté au congrès de Vienne en 1815, engageant tous les signataires. En 1814, la France avait accepté de cesser la traite et, en 1817, l'Espagne avait accepté de la stopper dans l'hémisphère nord, en accord avec le mandat confié à l'escadre. Les premiers traités signés avec les puissances étrangères étaient peu contraignants et, en pratique, ce n'était que si des esclaves se trouvaient effectivement à bord qu'il était possible de poursuivre l'équipage du navire.
Afin de permettre les poursuites judiciaires à l'encontre des commanditaires des navires capturés, une série de tribunaux furent établis le long de la côte africaine. En 1807, une cour de justice (Vice admiralty court (en)) fut instituée à Freetown, en Sierra Leone. En 1817, plusieurs autres cours (Mixed Commission Court (en)) remplacèrent celle de Freetown. Elles étaient qualifiées de « mixtes » car elles comprenaient des représentants britanniques ainsi que ceux des autres pays ; il y avait ainsi des cours anglo-portugaise, anglo-espagnole et anglo-hollandaise en Sierra Leone. Loin de la pax britannica des années 1840 et 1850, les premiers efforts pour mettre fin à la traite atlantique ne furent guère efficaces car les autorités britanniques voulaient rester en bons termes avec les autres puissances européennes. Les activités du West Africa Squadron étaient « strictement encadrées » par les termes des traités et les officiers pouvaient être punis s'ils outrepassaient leur autorité.
Le commodore George Collier, avec le HMS Creole, son navire-amiral de 36 canons, fut le premier commandant de l'escadre. Le 19 septembre 1818, la Navy l'envoya dans le golfe de Guinée avec l'ordre suivant : « Vous pouvez user de tous les moyens en votre possession pour éviter que se poursuive le trafic d'esclaves,. » Il n'avait cependant que six navires pour couvrir 5 000 km de côtes. Il servit de 1818 à 1821.
En 1819 la Royal Navy créa une base navale en Afrique de l'Ouest dans un port négrier que les britanniques renommèrent Freetown. Elle allait devenir la capitale de la première colonie britannique d'Afrique de l'Ouest, la Sierra Leone. La plupart des esclaves libérés par l'escadre préféraient s'établir en Sierra Leone car ils avaient peur d'être à nouveau réduits en esclavage, un danger qui les guettait partout ailleurs en Afrique. À partir de 1821, l'escadre utilisa l'île de l'Ascension comme dépôt de marchandises avant d'utiliser Cape Town à partir de 1832. Comme la Navy interdisait les navires négriers, les esclavagistes abandonnèrent leurs vaisseaux marchands en faveur de bâtiments plus rapides, tels que des Baltimore Clipper. Au début, la Navy se montra incapable de les capturer, mais grâce à la capture de clippers esclavagistes et la venue de nouveaux bâtiments en provenance de Grande-Bretagne, elle reprit le dessus. Un des vaisseaux les plus efficaces de l'escadre fut un bâtiment capturé, renommé Black Joke ; il permit de capturer onze vaisseaux esclavagistes en un an.
Jusqu'en 1835, la Royal Navy fut uniquement autorisée à arraisonner des bâtiments qui avaient des esclaves à bord. Cela signifiait que l'escadre ne pouvait pas s'occuper de vaisseaux équipés pour la traite d'esclaves s'ils n’avaient pas leur cargaison humaine à bord. Cela signifiait également que les esclavagistes étaient incités à jeter leurs esclaves par-dessus bord pour éviter la saisie du navire.
En 1840, le West African Squadron commença à recevoir des vapeurs à roues à aubes, tels que le HMS Hydra, lesquels étaient supérieurs en tous points aux bâtiments qu'ils remplaçaient. Les vapeurs étaient indépendants des vents et leur faible tirant d'eau faisait qu'ils pouvaient patrouiller sur les hauts-fonds et dans les rivières. Au milieu du xixe siècle, il y avait vingt-cinq vaisseaux et 2 000 personnes ainsi que 1 000 marins locaux engagés dans l'effort de lutte contre la traite.
La Royal Navy considérait l'Afrique de l'Ouest comme l'une des pires affectations du fait de la prévalence élevée des maladies tropicales. Cela fournissait toutefois des médecins compétents, aptes à lutter efficacement contre celles-ci, quoiqu'à un coût humain considérable.
La Grande-Bretagne pressait les autres nations de signer des traités afin de permettre à la Navy de chercher des esclaves sur des navires battant leur pavillon,. Le xixe siècle s'avançant, la Navy commença aussi à interdire le commerce d'esclaves en Afrique du Nord, au Moyen-Orient et dans l'océan Indien.
À partir de 1820, la marine américaine apporta son assistance au West African Squadron avec la frégate HMS Cyane, bâtiment ironiquement britannique à l'origine, capturé par les Américains en 1815. Au début, la contribution américaine ne consistait qu'en quelques navires, mais le traité Webster-Ashburton permit finalement de formaliser cette contribution de l'Africa Squadron,.
En 1870, le West Africa Squadron fut rattaché à la région militaire du Cap de Bonne-Espérance (Cape of Good Hope Station (en)).

### Traductions
1. ↑  (en) « You are to use every means in your power to prevent a continuance of the traffic in slaves. »